# (35135) 1992 RO1
1992 أر أو 1 (ويعرف أيضًا باسم (35135) 1992 أر أو 1 وفق تسمية الكوكب الصغير) (بالإنجليزية: 1992 RO1)‏ هو كويكب ضمن حزام الكويكبات؛ وترتيبه 35135 من حيث الاكتشاف.
اكتُشف هذا الجُرم الفلكي بواسطة اليانور إف. هيلين في 1 سبتمبر 1992.

## وصلات خارجية
- (35135) 1992 RO1 في قاعدة بيانات مختبر الدفع النفاث لأجرام النظام الشمسي الصغيرة

- الاكتشاف · مخطط المدار ·  العناصر المدارية · المعلمات المادية

- (35135) 1992 RO1 على موقع ويكي سكاي: DSS2, SDSS, GALEX, IRAS, Hydrogen α, X-Ray, Astrophoto, Sky Map, Articles and images